# Cylindromyia angustissimifrons
Cylindromyia angustissimifrons là một loài ruồi trong họ Tachinidae.